# Kostel svatého Martina (Vidhostice)
Kostel sv. Martina ve Vidhosticích na Lounsku byl postaven na místě kostela staršího v roce 1791. Od roku 1964 je chráněn jako kulturní památka. V současné době je ve špatném technickém stavu, bohoslužby se v něm neslouží a místní farnost je administrována z Podbořan.

## Historie
Kostel byl postaven v pozdně barokním slohu na místě gotického kostela, doloženého před rokem 1384. Kolem něj je bývalý hřbitov. Ve 20. století kostel zchátral a v roce 2005 došlo ke zřícení části kostelní věže. Ta byla následně dozděna. Opravy organizovalo město Vroutek a místní Sdružení přátel kostela sv. Martina. V roce 2010 byla dostavěná část věže požehnána tehdejším farářem z Kryr, Josefem Šimonem. Postupné opravy kostela pokračují dodnes.

## Exteriér a interiér kostela
Kostel je jednolodní stavba, orientovaná přibližně k východu. Presbytář je ukončen pravoúhle se zkosenými nárožími. Fasády kostela jsou členěny pilastry. Po stranách presbytáře je sakristie a oratoř. Presbytář je sklenut valenou klenbou s výsečemi, lóď je plochostropá. Okna jsou obdélná se segmentovými závěry.
V interiéru jsou uváděny celkem tři oltáře. Hlavní oltář, barokní s novějším obrazem, a dva boční oltáře, zasvěcené Panně Marii a svatému Josefovi. Ty jsou barokní, portálové, rovněž s novějšími obrazy. Obrazy z těchto oltářů dnes v kostele nejsou. V dlažbě jsou tři sešlapané kamenné náhrobníky. Na dřevěné kruchtě bývaly varhany, které v současné době procházejí rekonstrukcí ve varhanářské dílně.